# North American NA-16
North American Aviation NA-16 là loại máy bay huấn luyện đầu tiên do hãng North American Aviation chế tạo.

## Biến thể

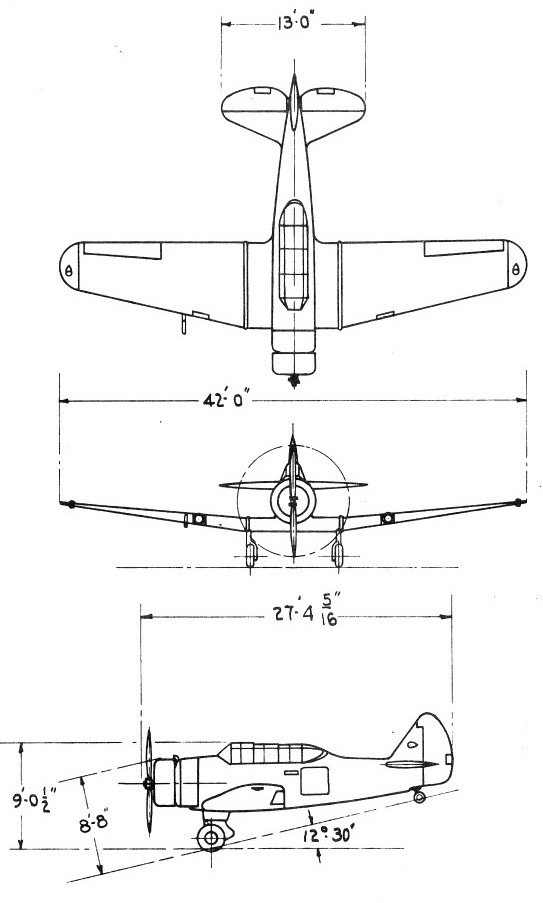
North American BT-9

NA-16
BT-9 (NA-19)
BT-9A (NA-19A)
NA-16-2H (NA-20)
NA-22
BT-9B (NA-23)
BT-9D (NA-23)
NA-16-3 Basic Combat demonstrator (NA-26)
NA-16-2H (NA-27)
NJ-1 (NA-28)
BT-9C (NA-29)
Y1BT-10 (NA-29)
BT-10 (NA-30)
NA-16-4M (NA-31)
NA-16-1A (NA-32)
NA-16-2K (NA-33)
NA-16-4P (NA-34)
NA-16-4R (NA-37)
NA-16-4 (NA-41)
NA-16-2A (NA-42)
NA-16-1G (NA-43)
NA-16-1GV (NA-45)
NA-16-4 (NA-46)
NA-16-4RW (NA-47)
NA-16-3C (NA-48)
NA-16-1E (NA-49/NA-61)
NA-16-4 (NA-56)
NA-57
NA-16-3 (NA-71)

## Quốc gia sử dụng
Argentina
- Không quân Argentina (Fuerza Aérea Argentina/FAA)

 Úc
- Không quân Hoàng gia Australia (RAAF)

 Brasil
- Hải quân Brazil (Marinha do Brasil)

 Canada
- Không quân Hoàng gia Canada (RCAF)

 Đài Loan
- Không quân Cộng hòa Trung Hoa (RoCAF)

 Pháp
- Không quân Pháp (Armée de l'Air)
- Không quân Hải quân Pháp (Aéronavale)
- Không quân Chính phủ Vichy

 Germany
- Luftwaffe

 Honduras
- Không quân Honduras (Fuerza Aérea Hondureña/FAH)

 Japan
- Không lực Hải quân Đế quốc Nhật Bản (IJNAS)

 Hà Lan
- Không quân Hoàng gia Hà Lan (Koninklijke Luchtmacht/KLu)

 South Africa
- Không quân Nam Phi (SAAF)

 Southern Rhodesia
- Không quân Nam Rhodesia (SRAF)

 Thụy Điển
- Không quân Thụy Điển (Flygvapnet)

 Anh Quốc
- Không quân Hoàng gia (RAF)

 United States
- Quân đoàn Không quân Lục quân Hoa Kỳ (USAAC)/Không quân Lục quân Hoa Kỳ (USAAF)
- Hải quân Hoa Kỳ (USN)

 Venezuela
- Không quân Venezuela (Fuerza Aérea Venezolana/FAV)

## Tính năng kỹ chiến thuật (NA-16)
Đặc tính tổng quát
- Kíp lái: 2
- Chiều dài: 27 ft 7 in (8,41 m)
- Sải cánh: 42 ft (13 m)
- Trọng lượng rỗng: 3,078 lb (1 kg)
- Động cơ: 1 × Wright R-975 Whirlwind , 400 hp (300 kW)
- Cánh quạt: 2-lá Hamilton Standard

Hiệu suất bay
- Vận tốc cực đại: 170 mph (274 km/h; 148 kn)
- Tầm bay: 700 mi (608 nmi; 1.127 km)